# جزيرة الشيطان (فلم)
جزيرة الشيطان هو فيلم مصري عرض عام 1990، بطولة عادل إمام ويسرا وأحمد راتب وحاتم ذو الفقار، من تأليف خالد البنا ومن إخراج نادر جلال.

## قصة الفيلم
تدور أحداث الفيلم حول جزيرة بالقرب من الغردقة، فيها كنز مفقود لإحدى السفن الغارقة. فتحصل فتاة تدعى فاطمة (يسرا) على خريطة لمكان السفينة من جارها الشواف (سعيد طرابيك) الذي يأتمنها على الخريطة قبل أن تقتله عصابة الزغبي (مصطفى متولي) التي تبحث بدورها عن الخريطة، فتتفق مع أحد الغواصين ويدعى جلال (عادل إمام) على تعليمها الغطس هي وخطيبها محمود (حاتم ذو الفقار)، ولكنها تضطر لكشف سر المهمة للغواص جلال حتى يساعدهم على العثور على الذهب الموجود في السفينة المفقودة، ومن جهة أخرى تراقبهم عصابة الزغبي التي تريد الاستيلاء على الذهب فيبدأ الصراع بينها.

## طاقم التمثيل
- عادل إمام: (جلال)
- يسرا: (فاطمة)
- أحمد راتب: (بيبرس)
- حاتم ذو الفقار: (محمود)
- جمال إسماعيل: (الريس حامد)
- نهى العمروسي: (حميدو)
- مصطفى متولي: (الزغبي)
- سعيد طرابيك: (الشواف)
- عادل هلال: (من رجال الزغبي)
- صالح العويل: (من رجال الزغبي)
- إبراهيم الطوخي: (من رجال الزغبي)
- مجدي سعيد: (محقق)
- نادر جلال: (مدير مركز الغطس)
- عادل أبو الغيط: (رجل المنجم)
- أحمد العضل: (رجل المنجم)
- أيمن عبد الرحمن

## فريق العمل
- إخراج: نادر جلال
- معالجة سينمائية: خالد البنا
- سيناريو وحوار: خالد البنا، نادر جلال
- مدير التصوير: سعيد شيمي
- مونتاج: علوي فايد
- موسيقى تصويرية: مودي الإمام
- إنتاج: أفلام نادر جلال، سعيد شيمي
- توزيع داخلي: أفلام مصر العربية (واصف فايز)
- توزيع خارجي: الشركة اللبنانية للتجارة والاستثمار السينمائي (صبّاح إخوان)

## وصلات خارجية
- مقالات تستعمل روابط فنية بلا صلة مع ويكي بيانات